# Molosek europejski
Molosek europejski, molos europejski (Tadarida teniotis) – gatunek ssaka z podrodziny molosów (Molossinae) w obrębie rodziny molosowatych (Molossidae).

## Taksonomia
Gatunek po raz pierwszy zgodnie z zasadami nazewnictwa binominalnego opisał w 1814 roku francusko-amerykański przyrodnik Constantine Samuel Rafinesque nadając mu nazwę Cephalotes teniotis. Holotyp pochodził z Sycylii, we Włoszech. 
Opierając się głównie na różnicach w kolorze futra, wielu autorów podzieliło populacje T. teniotis na dwa podgatunki: nominatywny teniotis z Europy i Maghrebu i rueppellii z Azji i północno-wschodniej Afryki. Serie z całego obszaru zasięgu zoogeograficznego wykazują współwystępowanie różnych odmian barwnych, a także pośrednich, co sugeruje, że T. teniotis jest taksonem monotypowym w oczekiwaniu na dalsze dowody. Populacje z Japonii, Tajwanu i Korei, które wcześniej były zaliczane do T. teniotis, są teraz odrębnym gatunkiem, T. insignis. Autorzy Illustrated Checklist of the Mammals of the World nie rozpoznają podgatunków. 

### Etymologia
- Tadarida: Rafinesque tworząc nowy takson nie wyjaśnił znaczenia nazwy rodzajowej[17]; Marco Riccucci sugeruje, że nazwa rodzajowa pochodzi od nazwy „tadarida” (również „taddarita”, „taddarida”, „tallarita”, „tallarida” i „taddrarita”) używanej w Kalabrii i na Sycylii na określenie nietoperza niezależnie od jego gatunku. Te lokalne nazwy używane są również  w sycylijskich wierzeniach, legendach i wierszach. Rafinesque słyszał tę nazwę podczas swojego pobytu na Sycylii i użył jej. Nazwa „tadarida” wywodzi się od greckiego νυκτερις nukteris, νυκτεριδος nukteridos „nietoperz”, gdzie w południowych Włoszech uległa zniekształceniu z powodu aferezy i deformacji dialektu[18].
- teniotis: łac. taenia „opaska na czoło, wstęga”, od gr. ταινια tainia „opaska, wstęga”; -ωτις ōtis „-uchy”, od ους ous, ωτος ōtos „ucho”[19].

## Zasięg występowania
Molosek europejski jest rozpowszechniony w basenie Morza Śródziemnego od Półwyspu Iberyjskiego i powiązanych wysp na wschód przez południową Europę po Półwysep Bałkański, Kaukaz i Bliski Wschód; w północnej Afryce występuje w Maroku, Algierii, Tunezji, Libii i Egipcie aż po południową część półwyspu Synaj; z Bliskiego Wschodu częściowo na wschód do regionów otaczających Morze Czarne i Kaspijskie, w tym Iran, Turkmenistan, Uzbekistan, południowo-wschodnie Kazachstan, Kirgistan, Tadżykistan i Afganistan; dwie izolowane populacje zamieszkują wschodni Nepal i północną Mjanmie; występuje także na Wyspach Kanaryjskich.

## Morfologia
Długość ciała (bez ogona) około 82–87 mm, długość ogona 37–57 mm, długość ucha 25–33 mm, długość tylnej stopy 10–14 mm, długość przedramienia 56–64 mm; masa ciała 20–40 g. Futerko ciemnoszare  do szarobrązowego. Pysk, uszy i błony lotne czarnoszare. Uszy duże, stykające się na środku czoła. Koziołek mały. Skrzydła długie, bardzo wąskie. Ok. 1/3 ogona sterczy z błony lotnej. Wzór zębowy: I {\displaystyle {\tfrac {1}{3}}} C {\displaystyle {\tfrac {1}{1}}} P {\displaystyle {\tfrac {2}{2}}} M {\displaystyle {\tfrac {3}{3}}} = 32. Kariotyp wynosi 2n = 48 i FNa = 76.

## Ekologia

### Tryb życia i środowisko
Aktywny o zmierzchu i nocy. Lot prostolijny, szybki, wysoki. Posługuje się sygnałami echolokacyjnymi o bardzo niskiej częstotliwości (9-11 kHz), doskonale słyszalnymi dla człowieka nieuzbrojonym uchem. Jego kryjówkami dziennymi są szczeliny w wysokich ścianach skalnych.
Występuje najczęściej na terenach skalistych, wybrzeżach klifowych, mostach.

### Pokarm
Pokarm stanowią głównie motyle nocne.

### Rozmnażanie
Okres godowy trwa jesienią i wiosną. Po 75-85 dniach ciąży rodzi się jedno nagie, ślepe młode, które po 3-4 tygodniach jest zdolne do lotu, a po 7-8 tygodniach ssania jest samodzielne.